# Virgen de Guadalupe (Extremadura)
La Virgen de Guadalupe es una advocación mariana del siglo XIII, cuyo santuario está situado en villa de Guadalupe (provincia de Cáceres, Extremadura, España). Es la virgen patrona de dicha villa y de Extremadura desde el 20 de marzo de 1907, siendo así una de las patronas de las comunidades autónomas de España. Su fiesta se celebra el 6 de septiembre, aunque tradicionalmente se ha celebrado esta fecha el 8 de septiembre, en el que se celebra su patronazgo sobre Extremadura, llegando a ser este día el día de Extremadura y conmemorarse, además, la natividad de la virgen.
Además, el 12 de octubre de 1928 fue coronada canónicamente como «Reina de la Hispanidad» (Hispaniarum Regina) o «de las Españas» por el Cardenal Primado de España (legado especial de Pío XI) en presencia del rey Alfonso XIII, cuya inscripción latina con el título está grabada en la lustrina de la imperial Corona, siendo la única portadora con dicha distinción oficial (además, en España es la única Virgen con Corona imperial). Esto se debe a que Colón bautizó una isla con este nombre en 1493 y a que, desde el siglo XVI, se extendió por Hispanoamérica la devoción a la Virgen de Guadalupe aparecida en México,
siendo Patrona de las Américas, así como de México y Filipinas por extensión devocional del término (venerada el 12 de diciembre, Día de Ntra. Sra. de Guadalupe o Día de la Virgen de Guadalupe). Y aunque existen varias advocaciones marianas bajo el título de Virgen de Guadalupe, la primera de ellas, cronológicamente, es la Guadalupe extremeña (1326), provincia de Cáceres (España), donde se encuentran las raíces devocionales primigenias.
De esta forma, la Virgen de Guadalupe ostenta ambos títulos: Patrona de Extremadura (8 de septiembre, Día de Extremadura) y de la Hispanidad (tradicionalmente el 12 de octubre, Fiesta de la Hispanidad, coincidiendo con la Fiesta Nacional de España, que además también coincide con la fiesta de Pilar, dando lugar a confusiones del patronazgo).
En 1993 la Unesco declaró a todo el conjunto del monasterio y basílica de Guadalupe (en Extremadura) como Patrimonio de la Humanidad, mencionando la importancia de «la célebre estatua de la Virgen de Guadalupe, que se convirtió en un poderoso símbolo de la cristianización de gran parte del Nuevo Mundo».

## Descripción
Está fechada como de finales del siglo XII. Se trata de una virgen sedente, realizada en madera de cedro. Es de estilo románico o protogótico. La talla mide 59 centímetros y pesa 3.975 gramos. Para vestirla como una del siglo XIV se reformaron varias partes, destacando su cabeza y su mano derecha. Originalmente tenía incorporada una corona almenada realizada con trozos de madera y un relleno de yeso, aunque le fue retirada y se le colocó una sobrepuesta. También se cambió el brazo derecho del Niño Jesús por uno de plata.

## Etimología
Existen un gran número de hipótesis sobre la etimología de la palabra "Guadalupe", del árabe وادي اللب Wādi al-Lubb, “río de lobos”, “río de Ibn Lubb”, “río de oso”, “río de cascajos negros”, “río de altramuces”, “río escondido”, entre otras. Lo más probable es que la palabra provenga del árabe (wad, “río”). El prefijo guada- está presente en otros topónimos de origen árabe, como Guadarrama, Guadalquivir y Guadalajara.
El investigador francés Jacques Lafaye, especialista en el tema de la Virgen de Guadalupe en México, añade que aunque el sufijo -lupe ha sido interpretado como de origen latino (lupus, lobo), una investigación filológica más detallada (al -artículo árabe) nos daría guad-al-lupe, que significaría más bien “corriente encajonada” o “río oculto”.

## Leyenda sobre su origen y hallazgo

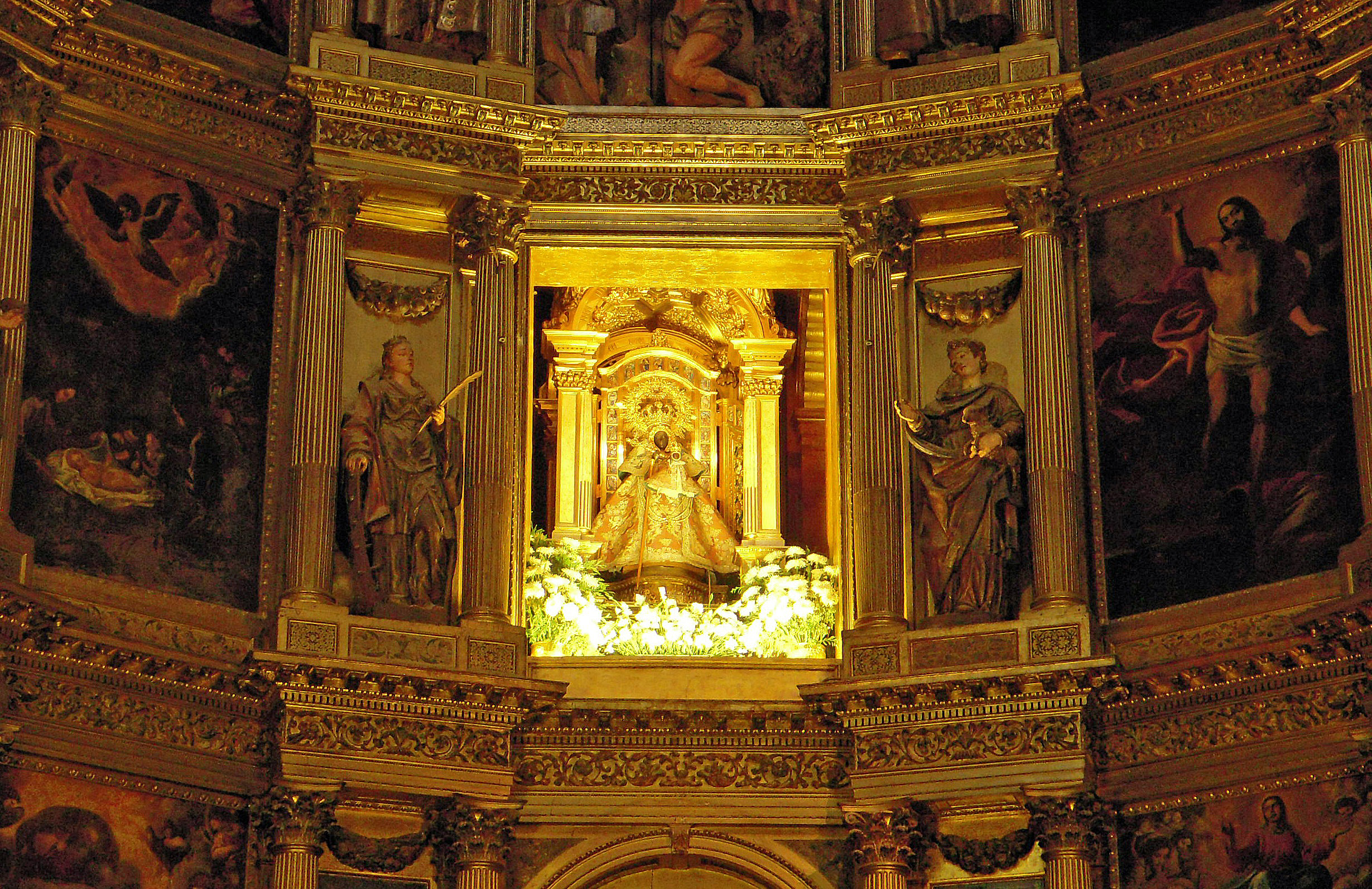
Santuario de la Virgen de Guadalupe

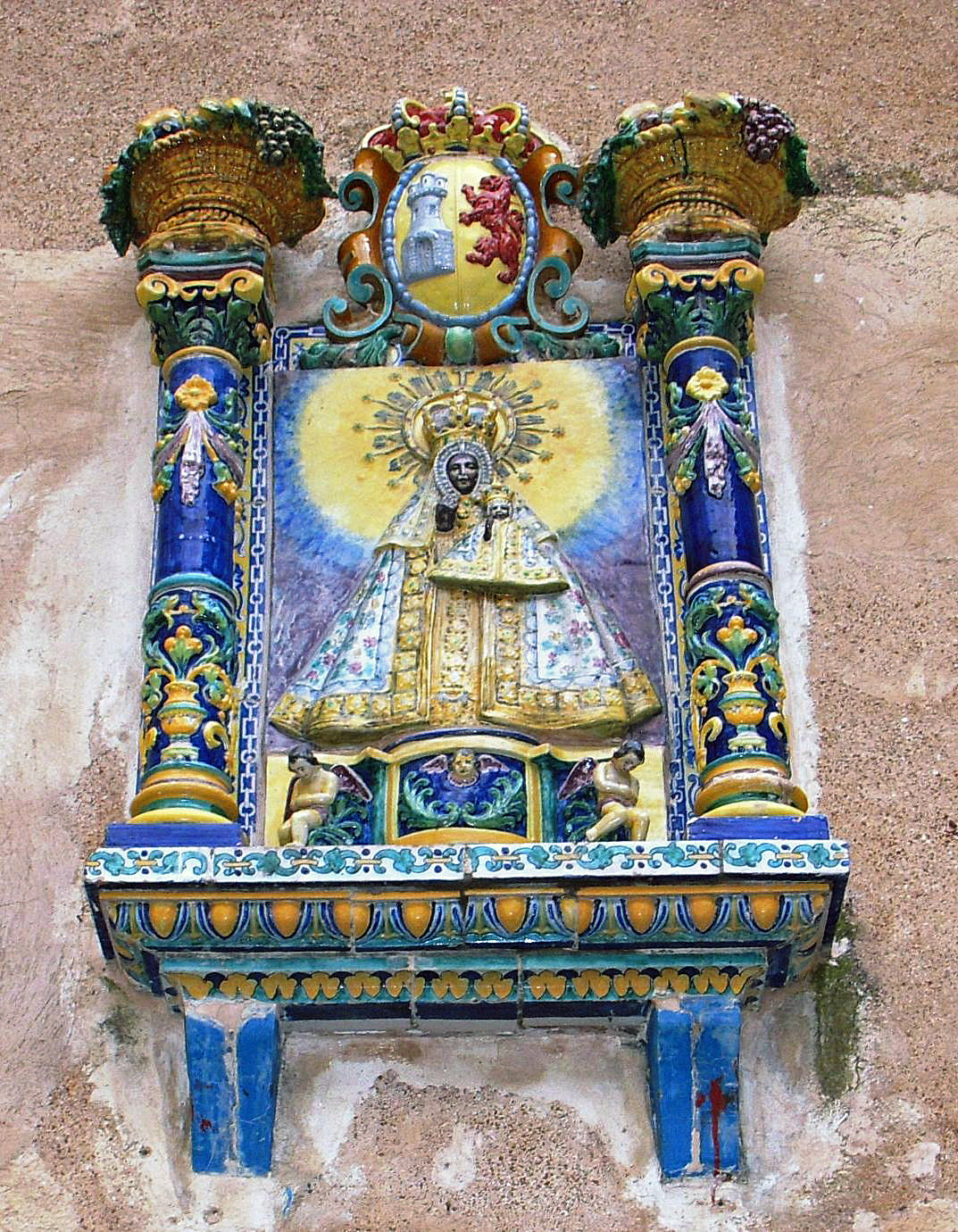
Cerámica de Talavera

Según una antigua leyenda, la imagen fue realizada en un taller de escultura fundado en Palestina en el siglo I por san Lucas Evangelista. Siglos después, fue venerada en templos de Acaya y Bizancio. Posteriormente, el papa Gregorio Magno le regaló esta escultura a san Leandro, arzobispo de la Sevilla visigoda. El arzobispo colocó la imagen en una ermita a las afueras de la localidad. Durante la invasión musulmana del 711, los cristianos de esa ciudad la depositaron en una caja y la escondieron junto al río Guadalupe, en la zona de la serranía de las Villuercas, al pie de la sierra de Altamira.
En el siglo XIII, se le apareció la Virgen a un vaquero de la provincia de Cáceres llamado Gil Cordero junto al castillo de Alía y le dijo que existía una escultura de ella junto al río Guadalupejo. Cuando Gil Cordero se encontraba cerca de ese río se le perdió una vaca. Posteriormente, la encontró muerta. Fue a desollarla para aprovechar su piel y antes, como era costumbre, le hizo una señal en forma de cruz en el vientre. Entonces, la vaca resucitó y se levantó. Entonces Cordero se preguntó si ese sería el lugar indicado por la Virgen que se le apareció junto al castillo de Alía. Excavó y, a un metro de profundidad, encontró la caja con la Virgen en su interior. Agolpó piedras e hizo una cabaña, donde depositó a la Virgen. Posteriormente, fue a la iglesia de Cáceres, donde informó al clérigo de mayor responsabilidad de su hallazgo y del deseo de la Virgen de recibir culto en ese lugar. No obstante, el clérigo no le creyó. Posteriormente, llegó a su casa y encontró a su hijo muerto y rezó para que la Virgen lo devolviese a la vida y, de esta forma, todos creyeran en su historia milagrosa. Cuando los clérigos se dispusieron a oficiar el entierro el hijo volvió a la vida, se levantó y dijo que una mujer le había ayudado a levantarse. Entonces los clérigos creyeron y fueron juntos, con gente de la ciudad, en peregrinación a aquel sitio. Cuando descubrieron la cabaña, acordaron construir una ermita.
Según la leyenda, Alfonso XI se encontró por primera vez con esta ermita en 1330, cuando se encontraba de cacería. Alfonso XI se encomendó a la Virgen de la Guadalupe en la batalla del Salado de 1340, resultando victorioso. Por este hecho, decidió reformar la iglesia, añadirle edificios adyacentes y hacer un albergue para los peregrinos.

## Historia

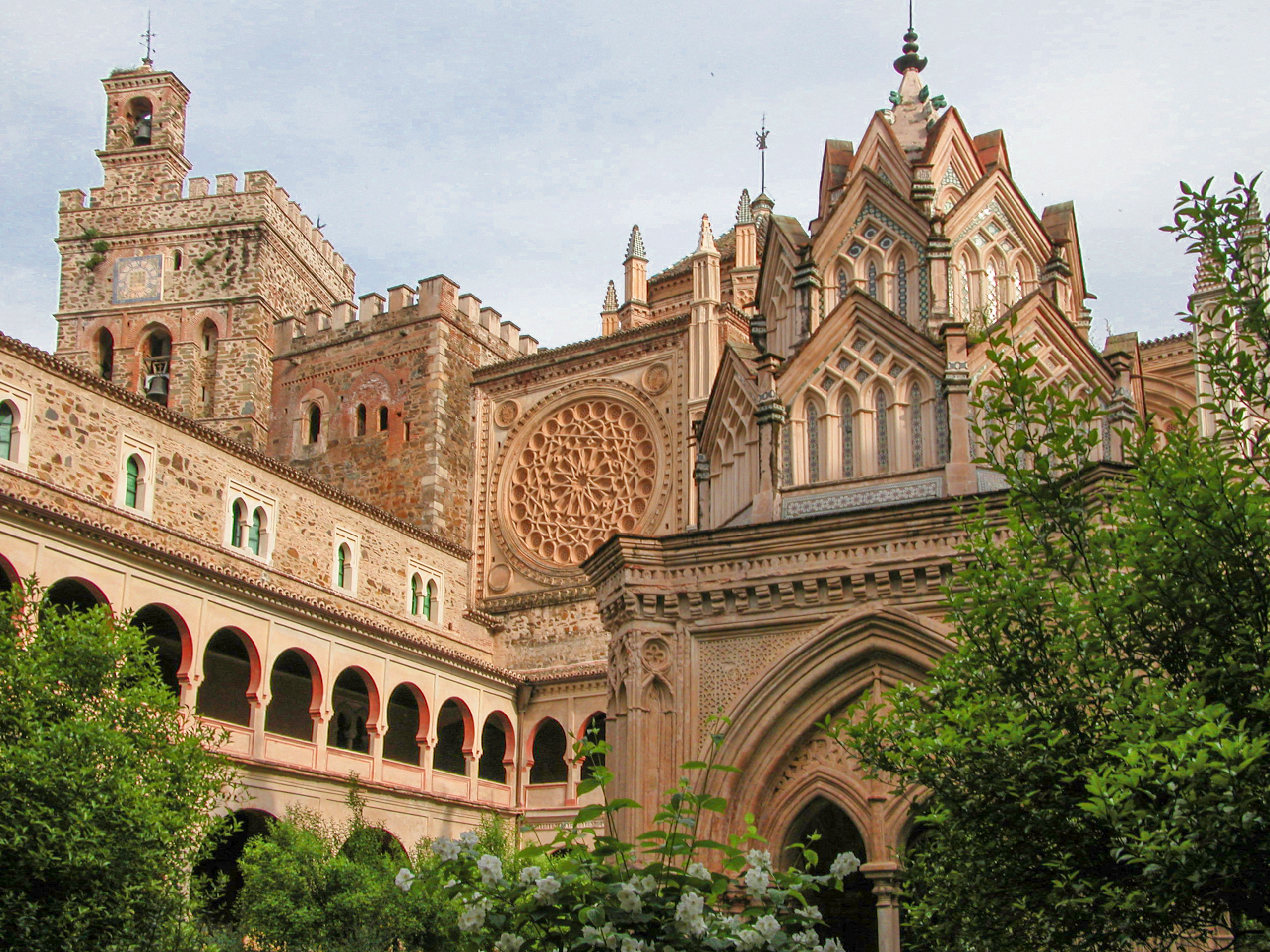
Real Monasterio de Santa María de Guadalupe (Patrimonio de la Humanidad) en Guadalupe (Extremadura, España).

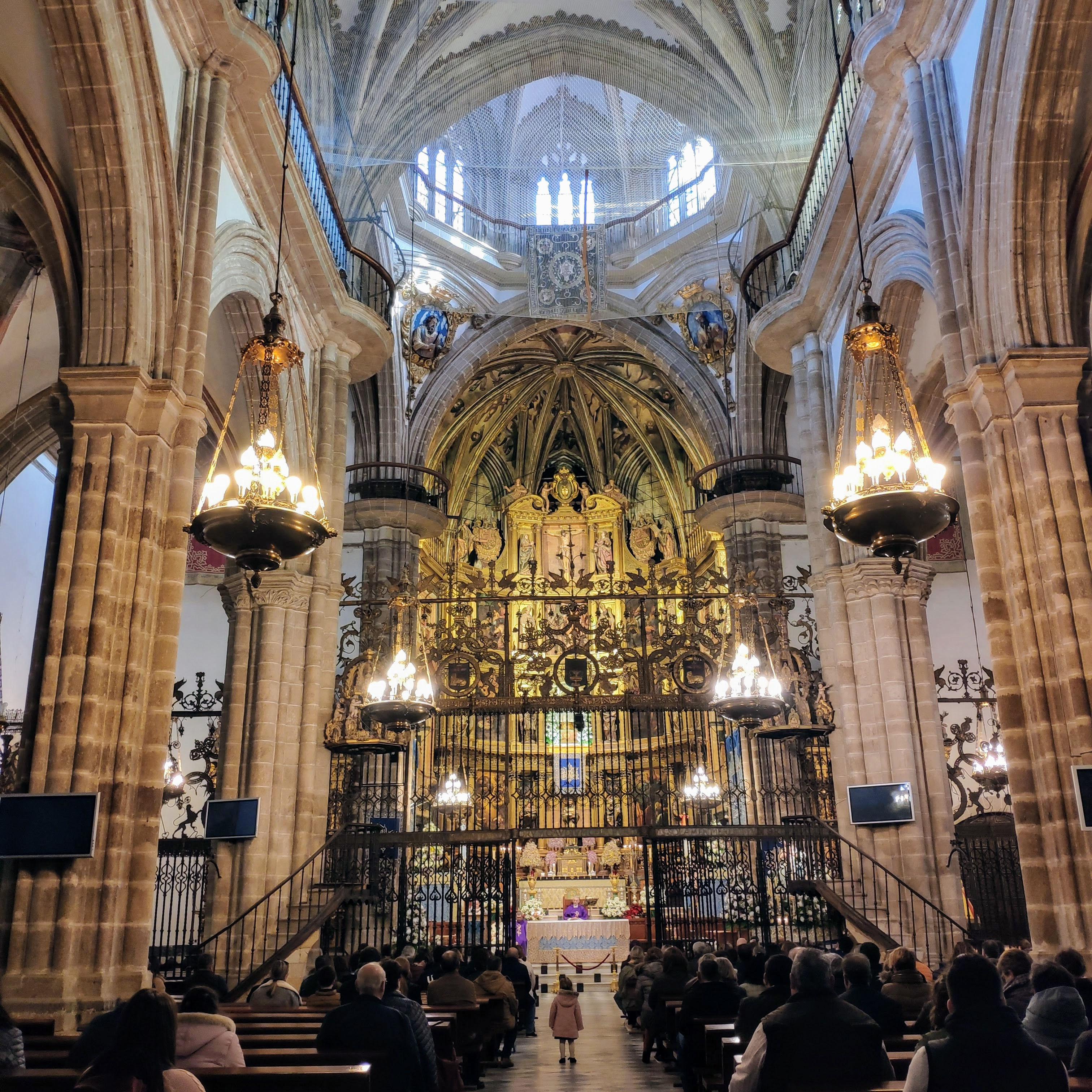
Nave central y altar mayor de la Basílica del Real Monasterio de Santa María de Guadalupe.

De la supuesta primitiva cabaña que le hizo Gil Cordero a la Virgen no queda nada, aunque desde el siglo XV se expusieron en la entrada del templo trozos de mármol blanco que eran parte del envase en el que fue encontrada la Virgen. La primera referencia a esta Virgen es de 1326. Se trata de un documento episcopal firmado por 2 patriarcas, 2 arzobispos y 15 obispos en el que se concede indulgencia plenaria a los que visiten la iglesia de Santa María de Guadalupe.
En 1335 el rey Alfonso XI mencionó en una carta que la iglesia se encontraba en ruinas. Por ello, entre 1335 y 1338 construyó una nueva iglesia, de mayor tamaño. De la iglesia original se conservaron sus muros y pinturas murales. Estaba situada en el espacio que hoy ocupa la nave de Santa Paula. El 2 de junio de 1335 el papa Benedicto XII, mediante la bula Dum ad personam, nombró rector de la iglesia de Santa María de Guadalupe al cardenal Pedro Gómez Barroso. En 1340 Alfonso XI reformó la iglesia y construyó otras dependencias adyacentes.
Entre 1341 y 1389 el monasterio del lugar lo regía un priorato de clérigos que no pertenecían a ninguna orden (clérigos seculares). Entre 1389 y 1441 este priorato fue de monjes jerónimos. Los jerónimos permanecieron en el monasterio hasta la desamortización de 1835. Posteriormente, todo el santuario pasó a ser una parroquia secular de la archidiócesis de Toledo. En 1908 el monasterio pasó a ser regentado por los franciscanos, transformándose en una parroquia regular.
Isabel la Católica visitó el monasterio de Guadalupe unas veinte veces. Según el viajero alemán del siglo XV Hieronymus Münzer, este lugar era el "paraíso" de Isabel, que sentía una gran devoción por la Virgen de Guadalupe. Isabel visitó por primera vez el monasterio en 1464, diez años antes de ser coronada reina de Castilla en 1474. Tras contraer matrimonio con Fernando, los Reyes Católicos visitaron el monasterio en otras ocasiones. En 1486 Fernando el Católico dictó en este monasterio la sentencia arbitral de Guadalupe, en la que solventaba un problema de derechos feudales con el campesinado catalán.
El monasterio ayudó a la Reconquista de Granada con la donación de 300 marcos de plata, 160 000 maravedises, 40 ducados, 1000 castellanos, ornamentos y vinajeras de oro para el culto cristiano. Tras la Reconquista de Granada en enero de 1492, el monasterio fue el lugar de encuentro entre Cristóbal Colón y los Reyes Católicos. En él, Isabel y Fernando dictaron el día 20 de junio de 1492 en la sala capitular dos cartas dirigidas a Juan de Peñalosa, su "contino" en Palos y Moguer, solicitando la entrega de dos carabelas para iniciar su viaje hacia las Indias.
En 1492 Fernando concedió varios privilegios al monasterio y ofrendó a la Virgen costosas lámparas, un crucifijo de cinco kilos labrado con el primer oro de las Indias, una rica capa de brocado carmesí y dos coronas de oro (una para la Virgen y la otra para el Niño) con muchas piedras preciosas, una valiosa casulla morada y un manto verde que sirvió para hacer el terno del "Tanto Monta".
El almirante Juan Andrea Doria llevaba en su barco un estandarte con la Virgen de Guadalupe durante la batalla de Lepanto, en 1571. En 1811 el cardenal cardenal Juan Doria Pamphili, descendiente del marino, donó un lienzo de la Virgen de Guadalupe a la iglesia de la Madonna di Guadalupe de la localidad de Santo Stefano d'Aveto.
La Virgen es Patrona de Extremadura desde el 12 de octubre de 1906, cuando se produce una gran Peregrinación de Extremadura a Guadalupe, hecho que lleva al Papa Pío X, en marzo de 1907, a solemnizarla como Patrona de Extremadura, cuya festividad litúrgica es el 8 de septiembre y la celebración de la comunidad autónoma es el 8 de septiembre, siendo así una de las siete patronas de las comunidades autónomas de España.
El 12 de octubre de 1928 la Virgen de Guadalupe fue coronada canónicamente como Hispaniarum Regina, "Reina de la Hispanidad" (Reina de las Españas), por el arzobispo primado de España, cardenal Pedro Segura y Sáenz, legado especial de S.S. Pío XI, en presencia del rey Alfonso XIII.
“Sancta María de Guadalupe, Gratia plena, Mater Dei, Hispaniarum Regina, Ora pro nobis peccatoribus”. Con esta inscripción latina grabada en la lustrina de la imperial corona de Santa María de Guadalupe se coronó canónicamente en un acto solemne, siendo la única portadora con dicha distinción.
En 1978 el rey Juan Carlos I y toda la familia real acudieron al lugar para un acto conmemorativo de los 50 años de la coronación canónica.
En 1879 se le dio al santuario la calificación estatal de Monumento Histórico-Artístico. En 1929 se aplicó esta calificación también a todo el conjunto, incluyendo el real monasterio. En 1955 el papa Pío XII le otorgó a este templo la categoría de basílica.
El 4 de noviembre de 1982 el papa Juan Pablo II visitó el santuario y la imagen, y celebró una misa en la que pronunció una homilía sobre las migraciones. Juan Pablo II pronunció estas palabras: "Es indiscutible la estima tan grande que le tengo a la Virgen de Guadalupe de México. Pero me doy cuenta de que aquí están sus orígenes. Antes de haber ido a la Basílica del Tepeyac, debería haber venido aquí para comprender mejor la devoción mexicana."
En 1993 la UNESCO declaró al monasterio y la basílica Patrimonio de la Humanidad, debido a su interés excepcional porque ilustra cuatro siglos de arquitectura religiosa española y recuerda los acontecimientos históricos trascendentales de 1492. Además, la célebre estatua de la Virgen de Guadalupe se convirtió en un poderoso símbolo de la cristianización de gran parte del Nuevo Mundo.

Del 10 al 14 de noviembre de 2003, Año Jubilar y 75.º aniversario de la Coronación de la Virgen de Guadalupe como Reina de la Hispanidad, tuvo lugar en la población un importante Congreso Mariano Guadalupense. En enero de 2005, bajo el pontificado de Juan Pablo II se expidió el Decreto de Concesión, desde la Penitenciaría Apostólica, por la que se otorga al Santuario y Monasterio de Nuestra Señora de Guadalupe la celebración de un Año Jubilar, con sus correspondientes beneficios espirituales, recuperando de ese modo el carácter histórico de santuario mariano agraciado con un año jubilar cada cierto tiempo.

## Patrona y Fiesta de la Hispanidad

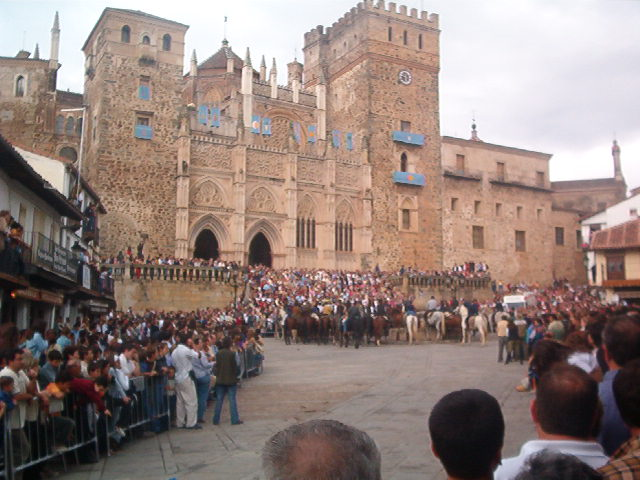
Fiesta del Día de la Hispanidad en Guadalupe (imagen del 12 de octubre de 2003).

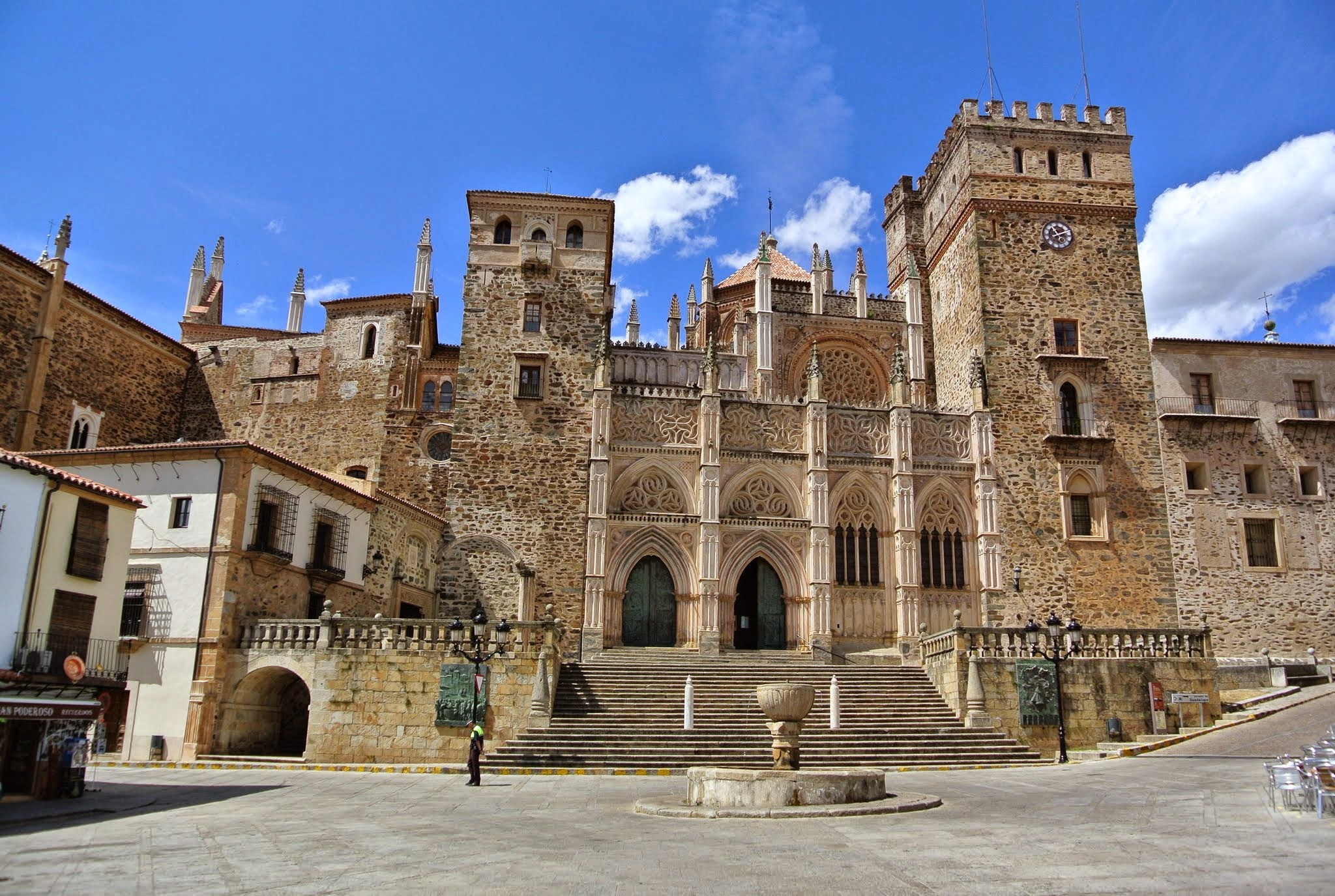
Guadalupe (Extremadura, España).

Cada 12 de octubre ("Día de la Hispanidad"), desde 1928, se celebra la Coronación Canónica de la Virgen de Guadalupe como "Hispaniarum Regina" ("Reina de la Hispanidad") por el primado del Papa en España (legado especial de S.S. Pío XI) en presencia del rey Alfonso XIII, cuyo acto se conmemora con una solemne misa desde el Real Monasterio de Santa María de Guadalupe (Extremadura, España).
La Real Asociación de Caballeros de Santa María de Guadalupe y la arquidiócesis se encargan de llevar a cabo los actos oficiales para organizar la célebre "Fiesta de la Hispanidad" cuya festividad, de ámbito nacional, fue declarada de Interés Turístico. En ella se congregan numerosas personas que peregrinan al Monasterio para rendir homenaje a la Patrona y Madre de la Hispanidad, cuyo título ostenta de forma oficial únicamente la Virgen de Guadalupe.
Desde el año 1929 se celebran anualmente en Guadalupe las Jornadas de Solidaridad entre los Pueblos Hispanos, oficiosamente conocidas como Jornadas de la Hispanidad. Además de un ciclo de conferencias y eventos para la ocasión, en torno al Museo de la Hispanidad, así como el Concierto de la Hispanidad, a cargo de la Orquesta de Extremadura, y la entrega los tradicionales Premios Fundación Guadalupe-Hispanidad.

## Peregrinaciones a Guadalupe

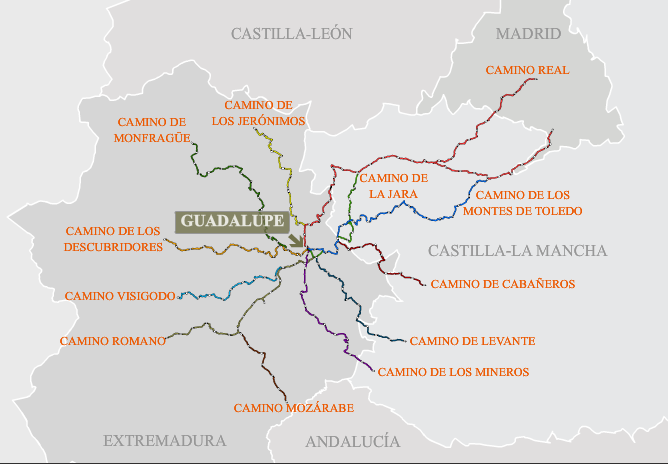
Rutas y caminos históricos de peregrinación a Guadalupe.

Los Caminos de Guadalupe son las rutas de peregrinación habituales a Guadalupe. Guadalupe es un importante centro de peregrinación proveniente de diversas partes de España y Portugal. Tras el inicio de la construcción del Monasterio de Santa María de Guadalupe en 1337 por orden de Alfonso XI se creó una red de caminos que unían los principales núcleos de población del centro peninsular (Plasencia, Talavera, Cáceres, Mérida, Ciudad Real, Toledo, Madrid) con Guadalupe. En la actualidad se conoce y conserva el trazado de veintitrés de estos caminos históricos, que actúan como recta final de caminos más largos que comunican todos los extremos de la península con la villa de Guadalupe.

## Iconografía y templos en España
Además de la imagen que se venera en Guadalupe (Cáceres), una imagen de la Virgen de Guadalupe está situada en muchas iglesias españolas. En algunas de ellas se encuentra la virgen negra extremeña y en otras una imagen similar a la realizada en México en el siglo XVI. También hay templos que tienen como título a Nuestra Señora de Guadalupe.
En la localidad de Guadalupe (Murcia) o Lugar de Maciascoque, como también era conocido esta villa que antes fue señorío secular, desde mediados del siglo XVI, la titular de la iglesia parroquial de Santa María de Guadalupe y patrona de la villa, desde finales del siglo XVI (hacia 1597), es la Virgen de Guadalupe. Actualmente es una hermosa talla de estilo barroco de la escuela murciana, obra del escultor Francisco Liza realizada en 1965, siendo la cuarta imagen venerada en el pueblo (la primera existió desde final del siglo XVI hasta final del siglo XVIII; la segunda era de hacia 1790, magnífica talla de la escuela de Salzillo que desapareció en 1936, durante la Guerra Civil; la tercera fue realizada en 1940, con baja calidad artística; la última sustituyó a la anterior en 1965).[cita requerida] El 8 de julio del año 2000 fue coronada canónicamente.[cita requerida] La Virgen de Guadalupe de este poblado existente en la Huerta murciana, al noroeste de la ciudad de Murcia, es una imagen muy venerada por su gran tradición e historia; anualmente es festejada en junio/julio por la hermandad de Nuestra Señora de Guadalupe, que fue fundada en 1862.
Importante es la imagen de Nuestra Señora de Guadalupe de Jerez de la Frontera (Andalucía). Titular de la Cofradía de Dolores - Hermandad de las Tres Caídas de la ciudad andaluza, fue donada por el rey Alfonso XI al actual Santuario Diocesano del Evangelista Señor San Lucas tras su victoria en la Batalla del Salado en 1340. Tuvo una gran devoción en la ciudad contando con su propia hermandad. En el año 2015, se incorpora al Título de la Cofradía de Dolores, como devoción letífica de la hermandad del Miércoles Santo.
En la isla de La Gomera (Canarias), en la provincia de Santa Cruz de Tenerife, se venera a la Virgen de Guadalupe, patrona de la isla. En Úbeda (Jaén), se venera a la Virgen de Guadalupe, patrona de la ciudad. Según la tradición, fue descubierta en 1381 por el labrador Juan Martínez, recibiendo culto y veneración en el Santuario del Gavellar.[cita requerida] La romería se produce el día 1 de mayo, fecha en que se trae la imagen a Úbeda, retornando a su santuario el día 8 de septiembre. En Fuenterrabía (Guipúzcoa, País Vasco) en el monte Jaizquibel, la ermita de Guadalupe, llamada así por la aparición de la Virgen. En Málaga (Andalucía) en la parroquia de Santa Ana y San Joaquín, en el barrio de Nueva Málaga, se da culto a una imagen, María Santísima de Guadalupe, obra del imaginero Luis Álvarez Duarte desde el año 2015. En Sevilla (Andalucía) en la capilla de nuestra Señora del Rosario se encuentra la dolorosa realizada por Luis Álvarez Duarte en 1967 dicha imagen es titular mariana de la hermandad de las aguas , con la que procesiona cada lunes santo.
En Sanlúcar de Barrameda, en la provincia de Cádiz, en la parroquia de Nuestra Señora del Carmen, se encuentra una imagen mariana con la advocación de Nuestra Señora de Guadalupe, titular mariana dolorosa de la Hermandad del Pusillus Grex. Fue realizada en 1995 por Juan Ventura, y para su hechura posó Juanita Reina, utilizando los rasgos de esta mujer, de ahí el naturalismo que muestra la imagen.

## En América

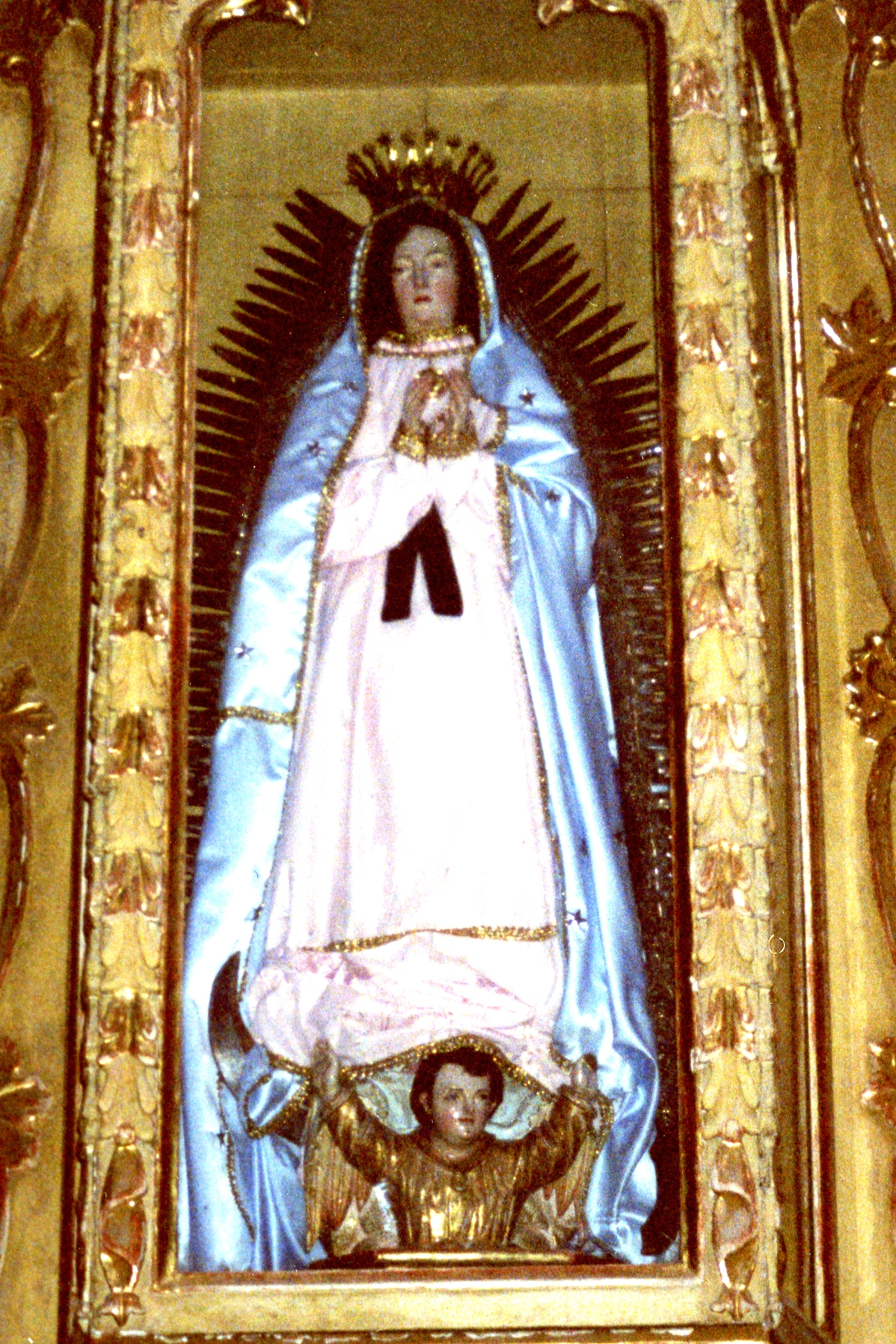
La Virgen de Guadalupe, iglesia de Santa María Asunción Tlaxiaco, Oaxaca, México.

El 4 de noviembre de 1493 Cristóbal Colón, durante su segundo viaje, desembarcó en una isla del Caribe que llamó Santa María de Guadalupe y permaneció en ella hasta el 10 de noviembre. En la actualidad, esta es la mayor de las islas de un pequeño archipiélago llamado Guadalupe.
La llegada a América de los primeros soldados y habitantes españoles produjo que se consagraran al cristianismo lugares que antes habían sido paganos como la región del Tepeyac donde antes se veneraba a la diosa madre Tonantzin. Este territorio fue entregado al conquistador Gonzalo de Sandoval, que provenía de Medellín, cerca de la comarca de las Villuercas, donde se encuentra Guadalupe. Las primeras noticias del culto a la Virgen de Guadalupe en esta región, situada a las afueras de Ciudad de México, provienen de Bernal Díaz del Castillo en su obra Historia verdadera de la conquista de la Nueva España. Sobre la Virgen de Guadalupe de México también existe una tradición recogida en la obra Nican mopohua, de Antonio Valeriano, que dice que el origen del culto se debe a que en 1531 la Virgen se apareció a un nativo llamado Juan Diego Cuauhtlatoatzin. La imagen de la Virgen de Guadalupe venerada en México no sería una réplica, sino una imagen similar de la virgen María sobre una tela, que de acuerdo con la obra Nican Mopohua quedó impresa en la tilma de Juan Diego al abrir su manto ante el obispo Juan de Zumárraga. No se trata de una virgen negra, sino mestiza, de pelo liso y vestimenta similar a la de otras representaciones de la Inmaculada Concepción.
La devoción a la Virgen de Guadalupe estaba muy divulgada en Castilla, sobre todo desde el siglo XV. Las primeras réplicas de la representación de la Virgen de Guadalupe mexicana que se han datado fueron realizadas a comienzos del siglo XVII.
El culto a la Virgen de Guadalupe en México, el antiguo virreinato de la Nueva España, hizo que esa devoción y esa representación como Inmaculada se extendieran por otros territorios hispanoamericanos y por las ciudades portuarias de Sevilla y Cádiz. En la difusión de esta advocación en Sevilla tuvo un papel el sacerdote Antonio Delgado y Buenrostro, que envió entre 1679 y 1680 al deán y al cabildo de la catedral de Sevilla una serie de panegíricos sobre las advocaciones a las que se daba culto en América, entre las cuales estaba uno dedicado a la Virgen de Guadalupe.

## En Portugal
En Raposeira, en el municipio de Vila do Bispo, cerca de Sagres, está la ermita de Nuestra Señora de Guadalupe, del siglo XIV, considerada en Portugal un Monumento Nacional. En el siglo XV, Alfonso V de Portugal fue devoto de esta advocación. En 1458 visitó el santuario y se encontró allí con Enrique IV de Castilla.

## En otros lugares
Existen relatos de los siglos XV y XVI de cristianos españoles y portugueses que se encomendaban a la Virgen de Guadalupe cuando se encontraban en territorios musulmanes en el norte de África.
También existen iglesias dedicadas a la Virgen de Guadalupe en África, Guam y Filipinas.

### Vídeos
- Los Reyes de España en Guadalupe (Día de la Hispanidad) - Filmoteca Española, en www.rtve.es
- 12 de octubre de 1978 (Día de la Hispanidad) - Visita Reyes de España a Guadalupe (Extremadura), con motivo del cincuentenario de la Coronación de la Virgen de Guadalupe como Reina de la Hispanidad, en YouTube
- Cientos de peregrinos honran a la Virgen de Guadalupe como Reina de las Españas, en Canal_Extremadura Archivado el 10 de octubre de 2017 en Wayback Machine.
- Coronación de Santa María de Guadalupe como Reina de las Españas (12 de octubre de 1928) - Filmoteca de Extremadura
- La Hispanidad en Guadalupe (Fiesta de Interés Turístico)
- La Primera Virgen de Guadalupe no es mexicana, en YouTube
- Historia de la Virgen de Guadalupe, en YouTube

- Datos: Q1055160
- Multimedia: Our Lady of Guadalupe (Extremadura) / Q1055160